# Mesud Hafizović
Mesud Hafizović (Srebrenica, 1947. − Sarajevo, 26. svibnja 2001.), bosanskohercegovački je jezikoslovac, znanstvenik i prevoditelj bošnjačkog podrijetla. Predmet njegovog znanstvenog interesa bila je islamistika i arapsko jezikoslovlje. Sestrić je Ahmedu Smajloviću. 

## Životopis
Mesud Hafizović je rođen u Potočarima pokraj Srebrenice 1947. godine. Osnovnu školu završio je u rodnom mjestu i Bratuncu, a srednju Gazi Husrev-begovu medresu, u Sarajevu 1968. godine. Diplomirao je na Fakultetu arapskog jezika na Sveučilištu Al-Azhar u Kairu 1975. godine. Povratkom u Bosnu i Hercegovinu upisao je postdiplomski studij na Filološkom fakultetu u Beogradu. Na tom fakultetu je magistrirao na temi Lingvističko djelo Ibrahima Enisa. 
Hafizović je jedno vrijeme bio imam u Bratuncu i Zagrebu. Radio je i kao prevoditelj arapskog jezika u Iraku u građevinskoj firmi Hidrogradnja iz Sarajeva. Bio je nastavnik i na  Gazi Husrev-begovoj medresi u Sarajevu. Tu je predavao arapski jezik i islamsku filozofiju, zatim je prešao na Islamski teološki fakultet, prvo kao asistent 1980. godine, a kasnije kao predavač na predmetu Arapski jezik. Bio je i profesor Pedagoške akademije u Mostaru.
Svoje radove objavljivao je u: Preporodu, Glasniku VIS-a, Islamskoj misli, Oslobođenju i Zborniku radova Fakulteta islamskih znanosti u Sarajevu. Bio je urednik Islamske misli i član redakcije Glasnika VIS-a, Muallima i Kewsera, prvog islamskog lista za djecu. 
Učestvovao je na Prvoj konferenciji o  islamskom informiranju u Jakarti 1980. godine, na Seminaru imama i hatiba u Sarajevu 1980. godine, na Međunarodnoj konferenciji o islamskim manjinama u Mekki 1984. godine, na Konferenciji o  izazovima u svijetu u Kairu 1993. godine, na Seminaru imama u dijaspori u Kölnu 1994. godine, na Međunarodnoj konferenciji o baštini i dijalogu u Kairu 1995. godine i na simpoziju život i djelo Huseina Đoze u Sarajevu 1997. godine.
Preminuo je u Sarajevu, 2001. godine. U povodu njegove smrti Nastavno-znanstveno vijeće Fakulteta islamskih znanosti u Sarajevu održalo je izvanrednu sjednicu u prostorijama Fakulteta, a zatim su profesori i studenti Fakulteta, nakon obavljene dženaze pred Begovom džamijom i ukopa na Alifakovcu, u džamiji i amfiteatru Fakulteta uz prisustvo velikog broja građana pomolili se za dušu umrlog znanstvenika.

## Djela
Autor
- Lingvističko djelo Ibrahima Enisa (Sarajevo, 1994)
- Udžbenika arapskog jezika za  I, II, III i IV razred osnovne škole (sa Omerom Nakičevićem i Jusufom Ramićem) (Sarajevo, 1995)
- Udžbenici arapskog jezika za VI, VII i VIII razred osnovne škole (Sarajevo, 1998)

Znanstveni radovi
- Predislamska proza (Sarajevo, 1982)
- Počeci izučavanja jezika kod Arapa (Sarajevo, 1987)
- Fonetske studije u ranom islamu (Sarajevo, 1990)
- Jugoslovenska lingvistička arabistika (Sarajevo, 1990)
- Arapska gramatička literatura klasničnog perioda (Sarajevo, 1994)
- Klasična arapska leksikografija (Sarajevo, 1997)

Prijevodi
- Vjerovanje u Boga, dž.š. (Sarajevo, 1977)
- Allah (Sarajevo, 1980)
- Ramazanski post (Sarajevo, ?)
- Islam u službi čovječanstva (Sarajevo, 1982)
- Islamska ličnost u svjetlu Kur’ana (Sarajevo, 1982)
- Humanost Muhammeda, a.s (Sarajevo, 1983)
- U okviru Kur'ana (sa Omerom Nakičevićem i Jusufom Ramićem) (Sarajevo, 1997)
- Arapsko-islamski uticaj na evropsku renesansu (Ahmedom Smajlovićem, Jusufom Ramićem i Sabinom Izetbegović) (Sarajevo, 1997)

## Vanjske povezice
- Mesud Hafizović